# Aeroporto Internacional Hazrat Shahjalal
O Aeroporto Internacional Hazrat Shahjalal (em bengali: হযরত শাহ্‌জালাল আন্তর্জাতিক বিমানবন্দর) (IATA: DAC, ICAO: VGHS) é o aeroporto internacional que serve a cidade de Daca, capital de Bangladesh, sendo o maior aeroporto do país, ocupa uma área de 802 hectares, tendo capacidade para 15 milhões de passageiros por ano.
O aeroporto foi inaugurado em 1980, substituindo o Aeroporto Tejgaon como aeroporto internacional da cidade, em 2014 começou o projeto de construção da segunda pista.